# Leucoma luteipes
Leucoma luteipes är en fjärilsart som beskrevs av Walker 1855. Leucoma luteipes ingår i släktet Leucoma och familjen tofsspinnare. Inga underarter finns listade i Catalogue of Life.